# Vaahteraliiga 2017
La Vaahteraliiga 2017 è la 38ª edizione del campionato di football americano di primo livello, organizzato dalla SAJL.

## Squadre partecipanti
| Club                 | Città       | Stadio | Sponsor ufficiale | Risultato nella stagione 2016 |
| -------------------- | ----------- | ------ | ----------------- | ----------------------------- |
| Hämeenlinna Huskies  | Hämeenlinna |        |                   |                               |
| Helsinki Roosters    | Helsinki    |        |                   |                               |
| Porvoon Butchers     | Porvoo      |        |                   |                               |
| Seinäjoki Crocodiles | Seinäjoki   |        |                   |                               |
| Tampere Saints       | Tampere     |        |                   |                               |
| Turku Trojans        | Turku       |        |                   |                               |
| Wasa Royals          | Vaasa       |        |                   |                               |

## Stagione regolare

### Calendario

#### 1ª giornata
| Turku 6 maggio 2017, ore 13:00 | Turku Trojans                                                                         | 3 – 39 (0-14 3-12 0-6 0-7) referto | Helsinki Roosters | Turun Urheilupuiston yläkenttä (412 spett.)\| Arbitri: \| M. Makarainen M. Immonen J. Lehtinen J. Mustikkamaa J. Bruun J. Korppinen J. Holmberg \| |
| Arbitri:                       | M. Makarainen M. Immonen J. Lehtinen J. Mustikkamaa J. Bruun J. Korppinen J. Holmberg |                                    |                   | |

#### 2ª giornata
| Helsinki 11 maggio 2017, ore 18:30 | Helsinki Roosters                                                             | 50 – 12 (8-0 28-6 7-0 7-6) referto | Seinäjoki Crocodiles | Velodromo di Helsinki (323 spett.)\| Arbitri: \| V. Lamminsalo P. Hautala J. Sipi J. Kalliokoski J. Bruun Tahtinen J. Seppelin \| |
| Arbitri:                           | V. Lamminsalo P. Hautala J. Sipi J. Kalliokoski J. Bruun Tahtinen J. Seppelin |                                    |                      | |

| Tampere 13 maggio 2017, ore 15:30 | Tampere Saints                                                                | 7 – 35 (0-14 7-7 0-7 0-7) referto | Porvoon Butchers | Pyynikin urheilukenttä (501 spett.)\| Arbitri: \| V. Lamminsalo P. Hautala J. Sipi J. Kalliokoski J. Bruun Tahtinen J. Holmberg \| |
| Arbitri:                          | V. Lamminsalo P. Hautala J. Sipi J. Kalliokoski J. Bruun Tahtinen J. Holmberg |                                   |                  | |

| Turku 15 maggio 2017, ore 18:30 | Turku Trojans                                                                          | 2 – 31 (0-0 2-21 0-7 0-3) referto | Wasa Royals | Turun Urheilupuiston yläkenttä (374 spett.)\| Arbitri: \| M. Makarainen E. Aaltonen J. Lehtinen J. Mustikkamaa T. Jansen A. Anttila J. Karppinen \| |
| Arbitri:                        | M. Makarainen E. Aaltonen J. Lehtinen J. Mustikkamaa T. Jansen A. Anttila J. Karppinen |                                   |             | |

#### 3ª giornata
| Hämeenlinna 18 maggio 2017, ore 18:30 | Hämeenlinna Huskies                                                                      | 50 – 0 (16-0 6-0 14-0 14-0) referto | Tampere Saints | Pulleri (244 spett.)\| Arbitri: \| M. Makarainen E. Aaltonen A. Anttila J. Mustikkamaa J. Lehtinen J. Karppinen A. Naumanen \| |
| Arbitri:                              | M. Makarainen E. Aaltonen A. Anttila J. Mustikkamaa J. Lehtinen J. Karppinen A. Naumanen |                                     |                | |

| Korsholm 22 maggio 2017, ore 18:30 | Wasa Royals                                                                   | 40 – 8 (0-8 6-0 20-0 14-0) referto | Seinäjoki Crocodiles | Botnia-halli (950 spett.)\| Arbitri: \| V. Lamminsalo P. Hautala J. Sipi J. Kalliokoski T. Julkunen Tahtinen J. Bruun \| |
| Arbitri:                           | V. Lamminsalo P. Hautala J. Sipi J. Kalliokoski T. Julkunen Tahtinen J. Bruun |                                    |                      | |

#### 4ª giornata
| Turku 25 maggio 2017, ore 18:30 | Turku Trojans | 0 – 38 (0-14 0-10 0-14 0-0) referto | Porvoon Butchers | Turun Urheilupuiston yläkenttä (392 spett.)\| Arbitro: \| V. Lamminsalo \| |
| Arbitro:                        | V. Lamminsalo |                                     |                  |                                                                            |

| Hämeenlinna 27 maggio 2017, ore 15:30 | Hämeenlinna Huskies | 60 – 6 (22-0 20-0 12-0 6-6) referto | Seinäjoki Crocodiles | Kaurialan kenttä (493 spett.)\| Arbitro: \| M. Makarainen \| |
| Arbitro:                              | M. Makarainen       |                                     |                      |                                                              |

| Helsinki 29 maggio 2017, ore 18:30 | Helsinki Roosters | 34 – 6 (14-6 7-0 13-0 0-0) referto | Wasa Royals | Velodromo di Helsinki (603 spett.)\| Arbitro: \| M. Makarainen \| |
| Arbitro:                           | M. Makarainen     |                                    |             |                                                                   |

#### 5ª giornata
| Seinäjoki 1º giugno 2017, ore 18:30 | Seinäjoki Crocodiles | 0 – 31 (0-7 0-3 0-14 0-7) referto | Porvoon Butchers | OmaSP Stadion (323 spett.)\| Arbitro: \| J. Sipi \| |
| Arbitro:                            | J. Sipi              |                                   |                  |                                                     |

| Tampere 3 giugno 2017, ore 15:30 | Tampere Saints | 0 – 50 (0-0 0-14 0-28 0-8) referto | Helsinki Roosters | Pyynikin urheilukenttä (315 spett.)\| Arbitro: \| M. Makarainen \| |
| Arbitro:                         | M. Makarainen  |                                    |                   |                                                                    |

| Hämeenlinna 5 giugno 2017, ore 18:30 | Hämeenlinna Huskies | 28 – 0 (12-0 0-0 8-0 8-0) referto | Turku Trojans | Kaurialan kenttä (278 spett.)\| Arbitro: \| V. Lamminsalo \| |
| Arbitro:                             | V. Lamminsalo       |                                   |               |                                                              |

#### 6ª giornata
| Seinäjoki 8 giugno 2017, ore 18:30 | Seinäjoki Crocodiles | 29 – 14 (15-0 7-0 0-0 7-14) referto | Tampere Saints | OmaSP Stadion (285 spett.)\| Arbitro: \| M. Makarainen \| |
| Arbitro:                           | M. Makarainen        |                                     |                |                                                           |

| Vaasa 9 giugno 2017, ore 15:30 | Wasa Royals   | 6 – 34 (0-14 0-14 0-6 6-0) referto | Hämeenlinna Huskies | Kaarlen kenttä (666 spett.)\| Arbitro: \| V. Lamminsalo \| |
| Arbitro:                       | V. Lamminsalo |                                    |                     |                                                            |

| Helsinki 12 giugno 2017 | Helsinki Roosters | 35 – 19 (14-6 7-6 7-0 7-7) referto | Porvoon Butchers | Velodromo di Helsinki (252 spett.)\| Arbitro: \| V. Lamminsalo \| |
| Arbitro:                | V. Lamminsalo     |                                    |                  |                                                                   |

#### 7ª giornata
| Tampere 15 giugno 2017, ore 18:30 | Tampere Saints | 35 – 21 (7-3 7-3 7-3 14-12) referto | Turku Trojans | Pyynikin urheilukenttä (435 spett.)\| Arbitro: \| V. Lamminsalo \| |
| Arbitro:                          | V. Lamminsalo  |                                     |               |                                                                    |

| Porvoo 17 giugno 2017, ore 15:30 | Porvoon Butchers | 14 – 19 (7-6 0-6 0-0 7-7) referto | Wasa Royals | Hamarin kenttä (269 spett.)\| Arbitro: \| M. Makarainen \| |
| Arbitro:                         | M. Makarainen    |                                   |             |                                                            |

| Hämeenlinna 19 giugno 2017, ore 18:30 | Hämeenlinna Huskies | 8 – 35 (0-21 0-7 0-0 8-7) referto | Helsinki Roosters | Kaurialan kenttä (867 spett.)\| Arbitro: \| M. Makarainen \| |
| Arbitro:                              | M. Makarainen       |                                   |                   |                                                              |

#### 8ª giornata
| Vaasa 29 giugno 2017, ore 18:30 | Wasa Royals   | 49 – 14 (7-0 28-7 7-0 7-7) referto | Tampere Saints | Kaarlen kenttä (722 spett.)\| Arbitro: \| V. Lamminsalo \| |
| Arbitro:                        | V. Lamminsalo |                                    |                |                                                            |

| Hämeenlinna 1º luglio 2017, ore 15:30 | Hämeenlinna Huskies | 8 – 19 (0-6 0-0 8-7 0-6) referto | Porvoon Butchers | Kaurialan kenttä (482 spett.)\| Arbitro: \| V. Lamminsalo \| |
| Arbitro:                              | V. Lamminsalo       |                                  |                  |                                                              |

| Seinäjoki 3 luglio 2017, ore 18:30 | Seinäjoki Crocodiles | 30 – 24 (d.t.s.) (7-0 14-7 0-14 3-3 6-0) referto | Turku Trojans | OmaSP Stadion (307 spett.)\| Arbitro: \| M. Makarainen \| |
| Arbitro:                           | M. Makarainen        |                                                  |               |                                                           |

#### 9ª giornata
| Vaasa 6 luglio 2017, ore 18:30 | Wasa Royals   | 29 – 14 (6-6 7-0 9-0 7-8) referto | Helsinki Roosters | Kaarlen kenttä (1009 spett.)\| Arbitro: \| V. Lamminsalo \| |
| Arbitro:                       | V. Lamminsalo |                                   |                   |                                                             |

| Porvoo 8 luglio 2017, ore 15:30 | Porvoon Butchers | 32 – 7 (19-0 7-0 0-7 6-0) referto | Turku Trojans | Hamarin kenttä (256 spett.)\| Arbitro: \| M. Makarainen \| |
| Arbitro:                        | M. Makarainen    |                                   |               |                                                            |

| Seinäjoki 10 luglio 2017, ore 18:30 | Seinäjoki Crocodiles | 17 – 22 (14-8 3-6 0-0 0-8) referto | Hämeenlinna Huskies | OmaSP Stadion (430 spett.)\| Arbitro: \| V. Lamminsalo \| |
| Arbitro:                            | V. Lamminsalo        |                                    |                     |                                                           |

#### 10ª giornata
| Helsinki 13 luglio 2017, ore 18:30 | Helsinki Roosters | 55 – 14 (21-0 7-7 27-7 0-0) referto | Tampere Saints | Velodromo di Helsinki (356 spett.)\| Arbitro: \| V. Lamminsalo \| |
| Arbitro:                           | V. Lamminsalo     |                                     |                |                                                                   |

| Porvoo 15 luglio 2017, ore 15:30 | Porvoon Butchers | 40 – 14 (20-0 6-14 7-0 7-0) referto | Seinäjoki Crocodiles | Hamarin kenttä (226 spett.)\| Arbitro: \| V. Lamminsalo \| |
| Arbitro:                         | V. Lamminsalo    |                                     |                      |                                                            |

| Turku 17 luglio 2017, ore 18:30 | Turku Trojans | 14 – 32 (0-16 0-6 0-2 14-8) referto | Hämeenlinna Huskies | Yläkenttä (579 spett.)\| Arbitro: \| V. Lamminsalo \| |
| Arbitro:                        | V. Lamminsalo |                                     |                     |                                                       |

#### 11ª giornata
| Porvoo 20 luglio 2017, ore 18:30 | Porvoon Butchers | 21 – 35 (7-0 7-21 0-7 7-7) referto | Helsinki Roosters | Hamarin kenttä (420 spett.)\| Arbitro: \| M. Makarainen \| |
| Arbitro:                         | M. Makarainen    |                                    |                   |                                                            |

| Hämeenlinna 22 luglio 2017, ore 15:30 | Hämeenlinna Huskies | 24 – 27 (8-10 10-7 0-0 6-10) referto | Wasa Royals | Kaurialan kenttä (300 spett.)\| Arbitro: \| M. Makarainen \| |
| Arbitro:                              | M. Makarainen       |                                      |             |                                                              |

| Tampere 24 luglio 2017, ore 18:30 | Tampere Saints | 49 – 14 (7-14 21-0 14-0 7-0) referto | Seinäjoki Crocodiles | Pyynikin urheilukenttä (610 spett.)\| Arbitro: \| V. Lamminsalo \| |
| Arbitro:                          | V. Lamminsalo  |                                      |                      |                                                                    |

#### 12ª giornata
| Vaasa 27 luglio 2017, ore 18:30 | Wasa Royals   | 58 – 31 (0-14 17-3 27-7 14-7) referto | Porvoon Butchers | Kaarlen kenttä (1204 spett.)\| Arbitro: \| M. Makarainen \| |
| Arbitro:                        | M. Makarainen |                                       |                  |                                                             |

| Raisio 29 luglio 2017, ore 15:30 | Turku Trojans | 31 – 7 (0-0 21-0 7-0 3-7) referto | Tampere Saints | Kerttula (537 spett.)\| Arbitro: \| M. Makarainen \| |
| Arbitro:                         | M. Makarainen |                                   |                |                                                      |

| Helsinki 31 luglio 2017, ore 18:30 | Helsinki Roosters | 48 – 24 (7-0 14-12 13-6 14-6) referto | Hämeenlinna Huskies | Velodromo di Helsinki (547 spett.)\| Arbitro: \| V. Lamminsalo \| |
| Arbitro:                           | V. Lamminsalo     |                                       |                     |                                                                   |

#### 13ª giornata
| Seinäjoki 3 agosto 2017, ore 18:30 | Seinäjoki Crocodiles | 7 – 57 (0-21 7-15 0-21 0-0) referto | Wasa Royals | OmaSP Stadion (637 spett.)\| Arbitro: \| M. Makarainen \| |
| Arbitro:                           | M. Makarainen        |                                     |             |                                                           |

| Tampere 5 agosto 2017, ore 15:30 | Tampere Saints | 25 – 34 (3-6 7-14 7-8 8-6) referto | Hämeenlinna Huskies | Pyynikin urheilukenttä (470 spett.)\| Arbitro: \| V. Lamminsalo \| |
| Arbitro:                         | V. Lamminsalo  |                                    |                     |                                                                    |

| Helsinki 7 agosto 2017, ore 18:30 | Helsinki Roosters | 35 – 20 (21-0 7-0 7-14 0-6) referto | Turku Trojans | Velodromo di Helsinki (369 spett.)\| Arbitro: \| V. Lamminsalo \| |
| Arbitro:                          | V. Lamminsalo     |                                     |               |                                                                   |

#### 14ª giornata
| Tampere 10 agosto 2017, ore 18:30 | Tampere Saints | 0 – 34 (0-7 0-13 0-8 0-6) referto | Wasa Royals | Pyynikin urheilukenttä (579 spett.)\| Arbitro: \| M. Makarainen \| |
| Arbitro:                          | M. Makarainen  |                                   |             |                                                                    |

| Turku 12 agosto 2017, ore 15:30 | Turku Trojans | 19 – 6 (6-6 7-0 3-0 3-0) referto | Seinäjoki Crocodiles | Yläkenttä (264 spett.)\| Arbitro: \| M. Makarainen \| |
| Arbitro:                        | M. Makarainen |                                  |                      |                                                       |

| Porvoo 14 agosto 2017, ore 18:30 | Porvoon Butchers | 6 – 28 (0-6 6-2 0-0 0-20) referto | Hämeenlinna Huskies | Porvoon Keskuskenttä (427 spett.)\| Arbitro: \| M. Makarainen \| |
| Arbitro:                         | M. Makarainen    |                                   |                     |                                                                  |

#### 15ª giornata
| Seinäjoki 18 agosto 2017, ore 18:30 | Seinäjoki Crocodiles | 7 – 35 (0-14 7-0 0-7 0-14) referto | Helsinki Roosters | OmaSP Stadion (347 spett.)\| Arbitro: \| V. Lamminsalo \| |
| Arbitro:                            | V. Lamminsalo        |                                    |                   |                                                           |

| Vaasa 19 agosto 2017, ore 15:30 | Wasa Royals   | 7 – 14 (0-0 7-7 0-0 0-7) referto | Turku Trojans | Kaarlen kenttä (650 spett.)\| Arbitro: \| M. Makarainen \| |
| Arbitro:                        | M. Makarainen |                                  |               |                                                            |

| Porvoo 20 agosto 2017, ore 18:30 | Porvoon Butchers | 35 – 52 (0-21 14-7 14-3 7-21) referto | Tampere Saints | Porvoon Keskuskenttä (305 spett.)\| Arbitro: \| V. Lamminsalo \| |
| Arbitro:                         | V. Lamminsalo    |                                       |                |                                                                  |

### Classifica
La classifica della regular season è la seguente:
- PCT = percentuale di vittorie, G = partite giocate, V = partite vinte,  P = partite perse, PF = punti fatti, PS = punti subiti

| Pos. | Squadra              | PCT  | G  | V  | N | P  | PF  | PS  |
| ---- | -------------------- | ---- | -- | -- | - | -- | --- | --- |
| 1    | Helsinki Roosters    | .917 | 12 | 11 | 0 | 1  | 465 | 163 |
| 2    | Wasa Royals          | .750 | 12 | 9  | 0 | 3  | 363 | 198 |
| 3    | Hämeenlinna Huskies  | .667 | 12 | 8  | 0 | 4  | 352 | 203 |
| 4    | Porvoon Butchers     | .500 | 12 | 6  | 0 | 6  | 321 | 263 |
| 5    | Turku Trojans        | .250 | 12 | 3  | 0 | 9  | 155 | 320 |
| 6    | Tampere Saints       | .250 | 12 | 3  | 0 | 9  | 217 | 437 |
| 7    | Seinäjoki Crocodiles | .167 | 12 | 2  | 0 | 10 | 150 | 441 |

## Playoff

### Tabellone
|  | Semifinali | Semifinali          | Semifinali |             |   | XXXVIII Vaahterahmalja | XXXVIII Vaahterahmalja | XXXVIII Vaahterahmalja |  |
|  |            |                     |            |             |   |                        |                        |                        |  |
|  | 1          | Helsinki Roosters   | 41         |             |   |                        |                        |                        |  |
|  | 1          | Helsinki Roosters   | 41         |             |   |                        |                        |                        |  |
|  | 4          | Porvoon Butchers    | 13         |             |   |                        |                        |                        |  |
|  | 4          | Porvoon Butchers    | 13         |             | 1 | Helsinki Roosters      | 37                     |                        |  |
|  |            |                     |            |             | 1 | Helsinki Roosters      | 37                     |                        |  |
|  |            |                     | 2          | Wasa Royals | 9 |                        |                        |                        |  |
|  | 3          | Hämeenlinna Huskies | 2          | Wasa Royals | 9 | 14                     |                        |                        |  |
|  | 3          | Hämeenlinna Huskies |            |             |   |                        |                        |                        |  |
|  | 2          | Wasa Royals         | 17         |             |   |                        |                        |                        |  |

### Semifinali
| Vaasa 26 agosto 2017, ore 15:30 | Wasa Royals   | 17 – 14 (7-8 3-0 0-0 7-6) referto | Hämeenlinna Huskies | Kaarlen kenttä (879 spett.)\| Arbitro: \| M. Makarainen \| |
| Arbitro:                        | M. Makarainen |                                   |                     |                                                            |

| Vantaa 27 agosto 2017, ore 15:30 | Helsinki Roosters | 41 – 13 (28-7 3-0 7-0 3-6) referto | Porvoon Butchers | MUP-Stadion (554 spett.)\| Arbitro: \| V. Lamminsalo \| |
| Arbitro:                         | V. Lamminsalo     |                                    |                  |                                                         |

### XXXVIII Vaahteramalja
| Helsinki 9 settembre 2017, ore 18:00 | Helsinki Roosters | 37 – 9 (14-2 7-7 6-0 10-0) referto | Wasa Royals | Sonera Stadium (2803 spett.)\| Arbitro: \| V. Lamminsalo \| |
| Arbitro:                             | V. Lamminsalo     |                                    |             |                                                             |

## Verdetti
- Helsinki Roosters Campioni della Finlandia 2017